# Het spook van Bommelstein
Tom Poes en het spook van Bommelstein (in boekuitgaven/spraakgebruik verkort tot Het spook van Bommelstein) is een verhaal uit de Bommelsaga, geschreven en getekend door Marten Toonder. Het verhaal verscheen voor het eerst op 21 november 1974 en liep tot 1 februari 1975.
Het centrale thema in het verhaal is de geest die zit opgesloten in een fles en hieruit tijdelijk ontsnapt.

## Samenvatting
De tovenaar Hocus Pas, magister in de necromantie, reist over de eeuwig besneeuwde hoogvlakte van Kaligaar. Hij is door de Zerkelpas de berg Seldriaan afgedaald, op weg naar het zuiden. Het levenswater (aqua vita) van de tovenaar is opgeraakt en daarom zoekt Hocus Pas nu contact met andere wezens. In een vervallen toren op een rots heeft Hocus Pas een ontmoeting met de geest van Gorre Eenoog. Gorre heeft zijn greep verloren en is gekluisterd aan de ruïne. Hocus Pas belooft de geest mee te zullen nemen in een fles.
In Rommeldam vangt Heer Bommel intussen vanuit de tuin van zijn slot Bommelstein toevallig een gesprek op tussen de markies de Canteclaer en diens neef De Futile. Zij vinden dat het kasteel eigenlijk een spook zou moeten hebben, wil het nog iets van zijn waarde terugkrijgen.
Even later komt heer Bommel tijdens een wandeling een oude man – in werkelijkheid Hocus Pas in vermomming – tegen, die hem staande houdt. De kasteelheer klaagt over het ontbreken van een spook. Hocus verkoopt aan heer Bommel een fles waarin een geest zou zitten, voor vier florijnen. Heer Bommel werpt nog tegen dat hij niets binnen in de fles ziet, waarop de oude man antwoordt dat schijn bedriegt.
Onderweg terug naar huis wordt Heer Bommel staande gehouden door Tom Poes, die Hocus Pas ook is tegengekomen en nu waarschuwt voor de fles. Heer Bommel is enkel geïnteresseerd in een goed huisspook voor zijn aanzien. Als heer Bommel vervolgens de kurk van de fles trekt, krijgt hij koude vingers. Heer Bommel voelt zich nu opgelicht en geeft Joost opdracht de fles in de vuilnisbak te doen, maar de bediende zet de fles in plaats daarvan in de torenkamer. Tom Poes neemt de kurk mee naar zijn eigen huis. In de torenkamer wordt Joost aangevallen door een kraai. 
Wanneer juffrouw Doddel die avond op bezoek komt, gebeuren er opnieuw vreemde dingen. Joost heeft een vrije avond en terwijl Heer Bommel in de keuken bezig is, komt zijn evenbeeld getooid met zwart ooglapje de buurvrouw beledigen. Anne Marie Doddel verlaat hierop woedend het kasteel. Van zijn kant treft de kasteelheer als hij met de eigenhandig gezette thee binnenkomt, een buurvrouw met ooglapje in haar fauteuil aan die hem uitscheldt. 
Als Joost tegen middernacht weer op het kasteel komt, doet Heer Bommel verslag van het optreden van mevrouw Doddel. Joost treft in de keuken een nieuwe huisknecht met een ooglapje aan. Joost komt verontwaardigd uit de keuken gelopen en biedt onmiddellijk zijn ontslag aan. Heer Bommel en Joost bedaren als ze beiden beseffen dat het ooglapje al eens eerder is gezien. Ze lopen samen naar de keuken en zien daar niet veel meer dan een brandende sigaar. Terwijl Heer Bommel met loden schoenen naar bed gaat, neemt Joost nog een kijkje in de torenkamer. Hij hoort er een akelige lach en weet nu zeker dat het spookt op Bommelstein.
Heer Bommel vertelt intussen aan Tom Poes wat er is gebeurd, waarop Tom Poes besluit om ook Anne-Marie Doddels kant van het verhaal aan te horen.  Ook Tom Poes denkt dat het allemaal komt door de gekochte fles.
Op Bommelstein vindt brigadier Snuf geen sporen of vingerafdrukken van een vreemde indringer in de keuken. Joost roept nu de hulp in van zijn tante Melisse, die geldt als een heel begaafd medium. 
Heer Bommel rijdt intussen met de Oude Schicht stadwaarts om doctorandus Zielknijper te raadplegen. De zielkundige zegt tegen heer Bommel dat het stellen van een echte diagnose nog jaren kan duren, maar komt alvast met deze verklaring: “De kwestie is dat u anderen ziet zoals u denkt dat ze zijn. Als heer Bommel hierop even later aan zijn buurvrouw vertelt dat hij op de bewuste avond niet haar heeft gezien maar een spook dat zich als haar voordeed, wordt Anne-Marie Doddel alleen maar kwader.
Heer Bommel gelooft inmiddels dat het spook in hemzelf woont. Inmiddels komt Melisse aan op Bommelstein. Als ook de markies in het kasteel arriveert, wordt die door Joost op een keukenstoel in de lege torenkamer gezet. Hij voorziet het vertrek van microfoons en camera’s en wacht af. Het wachten wordt beloond door een verschijning van Heer Bommel met ooglap, die echter ook in het niets weer oplost en zich niet laat fotograferen door een instant camera. Enige tijd later lijkt Melissa in de torenkamer te zijn. Maar tegelijkertijd begroet aan de voordeur van het kasteel tante Melisse haar neef Joost. In de torenkamer wordt de markies voor de tweede keer verrast. Het medium gewaagt in de torenkamer van de slechtste rover uit de Zwarte Bergen en laat slechts een kapotte keukenstoel achter. 
In het seance-vertrek hebben heer Bommel en het medium Melisse intussen plaatsgenomen aan een ronde tafel, die opeens opspringt en landt op de tenen van Heer Bommel, die daarop de seance beëindigt. Volgens het medium is er een erg onrustige geest op het Astrale Plan. Inmiddels gelooft iedereen dat Heer Bommel onder invloed van een kwade macht is.
Hocus Pas komt nu ook naar het kasteel Bommelstein, en Tom Poes hoort hem zeggen dat zijn krachten afnemen; hij moet levenswater van heer Bommel aftappen. Gorre Eenoog ligt intussen achter op het maanschema. Bij volle maan moet Bommel afgetapt worden. Gorre klaagt tegen de magister dat de gastheer te weinig tegenwoordigheid van geest heeft. Het project duurt zo langer. Tom Poes steelt een flesje met het opschrift aqua vita uit de ransel van de magister. De markies heeft intussen geen hulp gekregen van professor Prlwytzkofsky, die het onderzoeken van fantomen niet wetenschappelijk vindt. Op de terugweg wordt Tom Poes lastiggevallen door een kraai. Het flesje levenswater valt kapot en Tom Poes kan nog maar een paar druppels redden. Magister Hocus Pas roept de kraai Wederik aan en bemerkt tegelijkertijd de diefstal. Hij is nu gedwongen een voorstel van Tom Poes aan te nemen: het restantje gestolen levenswater in ruil voor de geest in de fles. Onmiddellijk na de ruil neemt de magister de laatste druppels levenswater tot zich en vliegt weg in noordelijke richting. 
Heer Bommel en de markies zijn in een geanimeerd gesprek geraakt over spookverschijnselen, als Tom Poes de fles teruggeeft aan Heer Bommel. Heer Bommel schenkt de fles op zijn beurt aan zijn buurman. Vervolgens vertelt Anne-Marie Doddel over haar ontlastende gesprek met het medium Melisse, en ze hoopt dat Heer Bommel niet meer boos op haar is. Er volgt een gezamenlijke lunch. Heer Bommel stelt dat de geest is bezworen, omdat de jonge vriend hem weer in de fles heeft gekregen. Maar Tom Poes blijft erbij dat Hocus Pas nooit te vertrouwen is, ook niet als hij zijn woord geeft.

## Publicaties
- Dat zag ik nu eens net, De Bezige Bij, 1987
- Heer Bommel 32. Volledige werken - De dagbladpublikaties, 1996
- Een vastberaden heer, De Bezige Bij, 2014 (samen met De Hopsa's en De kaligaar)

## Voetnoot
1. ↑  NRC Handelsblad 21-11-1974. Gearchiveerd op 29 juli 2023.
2. ↑  De Thoma Fele nec non et de larva Bommelsteiniana / scripsit picturisque linearibus ornavit Marten Toonder; vert. [e Belgica] Latine K.H.E. Schutter. - Hagae Comitis ['s-Gravenhage] : Panda, 1995. - 77 p. : ill. ; 23 cm Vert. van: Tom Poes en het spook van Bommelstein. - 1974. ISBN 90-6438-118-6 geb. Een enige bommelvertaling in het Latijn met de Franse uitroepen omgezet in het Grieks
3. ↑  Dit motief is ontleend aan meerdere beroemde sprookjes; zie ook Djinn (mythisch wezen).
4. ↑  Hemelsbreed ruim 100 km ten noordnoordoosten van Rommeldam.
5. ↑  Gorre Eenoog is getekend als klassiek spook met laken en één oog.
6. ↑  De fles is een lege chateau Miralle.